# Dave Barnett
David Kwame Barnett, più conosciuto con il diminutivo Dave Barnett (Birmingham, 16 aprile 1967) è un allenatore di calcio ed ex calciatore inglese, di ruolo difensore.

## Carriera

### Giocatore
Dal 1983 al 1985 gioca nelle giovanili del Wolverhampton; in seguito gioca per un triennio con vari club semiprofessionistici inglesi; nell'estate del 1988 passa al Colchester Utd, club di quarta divisione, con cui all'età di 21 anni esordisce tra i professionisti, giocando 20 partite. Sempre nel 1989 gioca poi per alcuni mesi da professionista in Canada agli Edmonton Brickmen, dove segna 2 gol in 18 partite.
Torna poi in patria, accasandosi in seconda divisione al West Bromwich, con cui non gioca però mai nessuna partita ufficiale; trascorre in seguito i primi mesi della stagione 1990-1991 al Walsall, con cui gioca 5 partite in terza divisione, prima di scendere in Football Conference (quinta divisione e più alto livello calcistico inglese al di fuori della Football League) al Kidderminster, con cui rimane fino al  febbraio del 1992 (e gioca, perdendola, la finale di FA Trophy nella stagione 1990-1991), quando passa per 17000 sterline al Barnet di Barry Fry, in quarta divisione, categoria in cui al termine della stagione 1992-1993 conquista anche una promozione in terza divisione. Nella stagione 1993-1994 trascorre un periodo in prestito al Birmingham City, club della sua città natale, nel dicembre del 1993, per poi trasferirvisi a titolo definitivo nel febbraio del 1994. Qui, conclude la stagione 1993-1994 (in cui gioca in totale 9 partite, 7 delle quali dopo essere arrivato in squadra a titolo definitivo) con una retrocessione dalla seconda alla terza divisione, seguita da una promozione (con anche vittoria del Football League Trophy) nella stagione successiva, in cui gioca 31 partite di campionato. Rimane poi in squadra anche nella stagione 1996-1997, in cui gioca 6 partite in seconda divisione, arrivando così a complessive 46 presenze con il club in partite di campionato (comprese anche le 2 in seconda divisione nel dicembre del 1993). Nell'estate del 1997 va poi a giocare in Scozia al Dunfermline, club della prima divisione locale, con cui nella stagione 1997-1998 totalizza 21 presenze ed una rete in partite di campionato; trascorre poi le ultime settimane della stagione in prestito al Port Vale, con cui realizza una rete in 9 partite nella seconda divisione inglese. Nell'estate del 1998 si trasferisce poi a titolo definitivo ai Valiants, con cui nella stagione 1998-1999 gioca ulteriori 26 partite in seconda divisione. Nella stagione 1999-2000 gioca in quarta divisione con il Lincoln City, terminando però la stagione in prestito al Forest Green, con cui gioca 3 partite in quinta divisione. Chiude poi la carriera nel 2002 dopo due brevi parentesi in club semiprofessionistici, salvo poi tornare brevemente in attività nella stagione 2009-2010 con i dilettanti del Romulus.

### Allenatore
Inizia ad allenare nel 2000 nelle giovanili del Birmingham City, che lascia temporaneamente nel 2001 mentre è all'Halesowen Town. Torna ad allenare nel 2009 come vice al Romulus (mentre è anche giocatore del club), diventandone poi allenatore nel 2010.

## Palmarès

### Giocatore

#### Competizioni nazionali
- Football League Trophy: 1

Birmingham City: 1994-1995